# Sofia dels Països Baixos
Sofia dels Països Baixos (La Haia, 8 d'abril de 1824 - Weimar, 23 de març de 1897) nasqué princesa dels Països Baixos amb el tractament d'altesa reial, contragué matrimoni amb el gran duc Carles Alexandre I de Saxònia-Weimar-Eisenach, esdevenint gran duquessa de Saxònia-Weimar-Eisenach.
Era filla del rei Guillem II dels Països Baixos i de la gran duquessa Anna de Rússia. Per via paterna, Sofia era neta del rei Guillem I dels Països Baixos i de la princesa Guillemina de Prússia; i per via materna ho era del tsar Pau I de Rússia i de la princesa Sofia de Württemberg.
El dia 8 d'octubre de l'any 1842 contragué matrimoni a la Haia amb el gran duc Carles Alexandre I de Saxònia-Weimar-Eisenach. Carles Alexandre era fill del gran duc Carles Frederic I de Saxònia-Weimar-Eisenach i de la gran duquessa Maria de Rússia. La parella s'establí a Weimar i tingué quatre fills:
- SA el príncep Carles August de Saxònia-Weimar-Eisenach, nat el 1844 a Weimar i mort el 1894 a Cap Martin (França). Es casà amb la princesa Paulina de Saxònia-Weimar-Eisenach.
- SA la princesa Maria Anna de Saxònia-Weimar-Eisenach, nada el 1849 a Weimar i morta el 1922 a Trebschen. Es casà l'any 1876 a Weimar amb el príncep Enric VII de Reuss.
- SA la princesa Maria Anna Sofia de Saxònia-Weimar-Eisenach, nada el 1851 a Weimar i mort el 1859 a la mateixa capital del gran ducat.
- SA la princesa Elisabet de Saxònia-Weimar-Eisenach, nada el 1854 a Weimar i morta a Wiligrad el 1908. Es casà el 1886 a Weimar amb el duc Joan Albert de Mecklenburg-Schwerin.

Carles Alexandre i Sofia eren cosins germans, ja que les mares respectives eren germanes en ser filles del tsar Pau I de Rússia.
Sofia morí el dia 23 de març de l'any 1897 a la ciutat de Weimar.